# Active Directory Service Interfaces
 (mai 2023).
Active Directory Service Interfaces (abrégé en ADSI) est une bibliothèque logicielle de Microsoft qui permet aux programmeurs de lire et manipuler le contenu d'un annuaire Active Directory via une interface de programmation basée sur le modèle COM.
Cette bibliothèque logicielle de Microsoft est utilisé notamment par ADSI Edit (utilitaire de Microsoft) afin d’interroger et modifier des enregistrements d'un annuaire Active Directory. 